# Madona de Pesaro (Ticiano)
A Madona de Pesaro (em italiano: Pala Pesaro) (é uma pintura do mestre renascentista italiano Ticiano, encomendada por Jacopo Pesaro, cuja família adquiriu em 1518 uma capela na Basílica de Santa Maria Gloriosa dei Frari em Veneza para a qual a obra foi pintada, e onde permanece até hoje. Jacopo era bispo de Pafos, no Chipre, e tinha sido nomeado comandante da frota papal do Papa Alexandre VI.